# Animal Biotechnology
Animal Biotechnology is een internationaal, aan collegiale toetsing onderworpen wetenschappelijk tijdschrift op het gebied van de
veeteelt,
biotechnologie en
microbiologie.
De naam wordt in literatuurverwijzingen meestal afgekort tot Anim. Biotechnol.
Het wordt uitgegeven door Informa Healthcare en verschijnt 2 keer per jaar.